# 2 Cool 4 Skool
2 Cool 4 Skool là album đĩa đơn đầu tay của nhóm nhạc nam Hàn Quốc BTS. Album được phát hành vào ngày 12 tháng 6 năm 2013, thông qua Big Hit và được phân phối bởi Loen. Album được quảng bá bởi hai đĩa đơn "No More Dream" và "We Are Bulletproof Pt.2". Về mặt thương mại, album đạt vị trí số 5 trên Gaon Album Chart và bán được hơn 230,000 bản kể từ khi phát hành tại Hàn Quốc.

## Bối cảnh và phát hành
Ngày 21 tháng 5 năm 2013, Big Hit Entertainment ra mắt đồng hồ đếm ngược trên trang web của BTS và tải lên đoạn trailer ra mắt vào ngày 26 tháng 5 trên YouTube để chuẩn bị cho album đầu tay của nhóm. Trailer có nhịp hip hop với giọng trầm trên các đoạn rap với chú thích "Cuối cùng BTS sẽ ra mắt!". Những hình ảnh teaser của các thành viên được xác nhận cũng như ảnh khái niệm của album sau đó đã được phát hành trên trang Facebook chính thức của nhóm. Big Hit Entertainment đã tiết lộ danh sách ca khúc cho album sắp phát hành này trên tài khoản Twitter chính thức của họ. Họ cũng phát hành thiết kế và chi tiết của album vật lý mà sẽ đi kèm với sách ảnh và bưu thiếp. Sau đó, họ phát hành teaser đầu tiên, tiết lộ rằng "No More Dream" sẽ là ca khúc chủ đề của album.

## Video âm nhạc
Video âm nhạc cho "No More Dream" được phát hành vào ngày 12 tháng 6 năm 2013 trước buổi biểu diễn ra mắt của BTS. Video trình diễn vũ đạo cho ca khúc sau đó được phát hành vào ngày 16 tháng 6 năm 2013 trong lúc nhóm đang quảng bá album trên các chương trình âm nhạc. Video âm nhạc cho "We Are Bulletproof Pt.2" được phát hành vào ngày 16 tháng 7 năm 2013 để tiếp nối việc quảng bá. Toàn bộ vũ đạo được biên đạo bởi Son Sungdeuk trong khi cả hai video âm nhạc "No More Dream" và "We Are Bulletproof Pt.2" đều do Zanybros đạo diễn.

## Quảng bá
Nhóm tổ chức một cuộc họp báo và buổi biểu diễn ra mắt với hai bài hát "No More Dream" và "We Are Bulletproof Pt.2" vào ngày 12 tháng 6 năm 2013, đánh dấu sân khấu ra mắt không chính thức của BTS trong ngành công nghiệp âm nhạc Hàn Quốc. BTS sau đó có một sân khấu ra mắt thành công vào ngày 13 tháng 6 trên M Countdown của Mnet, đánh dấu sự bắt đầu của việc quảng bá album trên nhiều chương trình âm nhạc Hàn Quốc khác nhau. Rất lâu sau đó vào năm 2015, BTS đã tổ chức một buổi hòa nhạc đặc biệt cho album. 2015 BTS Live Trilogy Episode I: BTS Begins được tổ chức trong hai ngày tại Olympic Hall bắt đầu từ ngày 28 tháng 3 năm 2015 với BTS biểu diễn những bài hát trích từ hai album 2 Cool 4 Skool và O! RUL8,2?.

## Diễn biến thương mại
BTS lần đầu tiên xuất hiện trên Billboard World Digital Songs với đĩa đơn chính "No More Dream" ở vị trí số 14 vào ngày 29 tháng 6 năm 2013. Bài hát ở trên bảng xếp hạng trong ba tuần liên tiếp. 2 Cool 4 Skool đạt vị trí thứ 5 trong tuần 31 của Bảng xếp hạng album hàng tuần của Gaon khi nhóm đang quảng bá "We Are Bulletproof Pt.2". Sau một tháng rưỡi phát hành, album đạt vị trí thứ 10 trên Bảng xếp hạng album hàng tháng của Gaon tháng 7. Đây là album bán chạy thứ 65 trên Gaon Album Chart Hàn Quốc năm 2013.

## Danh sách bài hát
Tất cả các khoản ghi chú của bài hát được trích từ cơ sở dữ liệu của Hiệp hội Bản quyền Âm nhạc Hàn Quốc, trừ khi có ghi chú khác.
| STT              | Nhan đề                                     | Sáng tác                                       | Sản xuất         | Thời lượng |
| ---------------- | ------------------------------------------- | ---------------------------------------------- | ---------------- | ---------- |
| 1.               | "Intro: 2 Cool 4 Skool" (featuring DJ Friz) |                                                | Supreme Boi      | 1:03       |
| 2.               | "We Are Bulletproof Pt.2"                   | Pdogg "Hitman" Bang Supreme Boi RM Suga        | Pdogg            | 3:45       |
| 3.               | "Skit: Circle Room Talk"                    |                                                | Pdogg            | 2:11       |
| 4.               | "No More Dream"                             | Pdogg "Hitman" Bang RM Suga J-Hope Supreme Boi | Pdogg            | 3:42       |
| 5.               | "Interlude"                                 |                                                | Slow Rabbit      | 0:52       |
| 6.               | "좋아요" (Joayo / I Like It)                | Slow Rabbit RM Suga J-Hope                     | Slow Rabbit      | 3:51       |
| 7.               | "Outro: Circle Room Cypher"                 | RM J-Hope Suga V Jimin Jungkook Jin Pdogg      | Pdogg            | 5:21       |
| Tổng thời lượng: | Tổng thời lượng:                            | Tổng thời lượng:                               | Tổng thời lượng: | 20:44      |

| Phiên bản vật lý | Phiên bản vật lý          | Phiên bản vật lý                   | Phiên bản vật lý                   | Phiên bản vật lý |
| STT              | Nhan đề                   | Sáng tác                           | Sản xuất                           | Thời lượng       |
| ---------------- | ------------------------- | ---------------------------------- | ---------------------------------- | ---------------- |
| 8.               | "Skit: On the Start Line" | RM                                 | "hitman" bang                      | 2:33             |
| 9.               | "길" (Gil / Path)         | RM J-Hope Suga "hitman" bang Pdogg | RM J-Hope Suga "hitman" bang Pdogg | 3:48             |
| Tổng thời lượng: | Tổng thời lượng:          | Tổng thời lượng:                   | Tổng thời lượng:                   | 27:13            |

## Thực hiện
| - RM – nhóm trưởng, rap, viết lời, điệp khúc - Jin – hát - Suga – rap, viết lời, thu âm - J-Hope – rap, viết lời, biên đạo múa - Jimin – hát - V – hát - Jungkook – hát, rap, điệp khúc - Pdogg – sản xuất, thu âm, keyboard, synthesizer, biên khúc - "Hitman" Bang – sản xuất, viết lời, giám đốc sản xuất | - Slow Rabbit – sản xuất, viết lời, thu âm, keyboard, synthesizer - Supreme Boi – sản xuất, thu âm, keyboard, synthesizer, điệp khúc - DJ Scratch – scratch - Yang Chang-won – phối khí, thu âm - James F. Reynolds – phối khí - Nam Young-woo – thu âm - Chris Gehringer – phối khí - Choi Hyo-young – phối khí |

## Xếp hạng
| Bảng xếp hạng (2013 – 2019)    | Vị trí |
| ------------------------------ | ------ |
| Album Bỉ (Ultratop Vlaanderen) | 174    |
| Hàn Quốc Gaon Album Chart      | 5      |

| Bảng xếp hạng (2013)      | Vị trí cao nhất |
| ------------------------- | --------------- |
| Hàn Quốc Gaon Album Chart | 10              |

| Bảng xếp hạng                  | Vị trí |
| ------------------------------ | ------ |
| Hàn Quốc 2013 Gaon Album Chart | 65     |
| Hàn Quốc 2014 Gaon Album Chart | 106    |
| Hàn Quốc 2015 Gaon Album Chart | 96     |
| Hàn Quốc 2016 Gaon Album Chart | 90     |
| Hàn Quốc 2017 Gaon Album Chart | 98     |
| Hàn Quốc 2018 Gaon Album Chart | 85     |
| Hàn Quốc 2019 Gaon Album Chart | 76     |

| Billboard World Digital Songs (2013) | Vị trí cao nhất |
| ------------------------------------ | --------------- |
| "No More Dream"                      | 14              |

## Doanh số và chứng nhận
| Bảng xếp hạng   | Doanh số |
| --------------- | -------- |
| Hàn Quốc (Gaon) | 231,521  |

## Lịch sử phát hành
| Quốc gia | Ngày             | Định dạng           | Hãng đĩa                                 | Nguồn  |
| -------- | ---------------- | ------------------- | ---------------------------------------- | ------ |
| Hàn Quốc | 12 tháng 6, 2013 | CD, tải kỹ thuật số | Big Hit Entertainment LOEN Entertainment | [ 31 ] |
| Toàn cầu | 12 tháng 6, 2013 | Tải kỹ thuật số     | Big Hit Entertainment LOEN Entertainment | [ 32 ] |